# エドウィン・バスケス
エドウィン・バスケス（Edwin Vásquez Cam、1922年7月28日 – 1993年3月9日）は、ペルーの男子射撃選手。リマ出身で、中国系の母をもつ。

## 経歴
1948年ロンドンオリンピックの射撃競技でペルー初のメダルとなる金メダルを獲得した。現在もこのメダルがペルー唯一の金メダルとなっている。
引退後も唯一の金メダリストとしてペルーのスポーツ界と関わりを持ち続け、1984年ロサンゼルスオリンピックでは役員としてペルー選手団の旗手を務めた。